# Hypogastruroidea
Hypogastruroidea is een superfamilie van springstaarten en telt 670 beschreven soortem.

## Taxonomie
- Familie Hypogastruridae - Börner, 1906
- Familie Pachytullbergiidae - Stach, 1954
- Familie Paleotullbergiidae - Deharveng L, 2004